# Stephen Bradley (équitation)
Pour les articles homonymes, voir Stephen Bradley (homonymie) et Bradley.
Stephen Shelton Bradley (né le 26 mars 1962 à Middleburg (Virginie)) est un cavalier américain de concours complet.

## Carrière
Il participe à des compétitions internationales à partir de 1989, avec de grandes performances, notamment une place au sein de l'équipe américaine aux Jeux olympiques d'été de 1992. Bradley fait une mauvaise chute au Rolex Kentucky Three Day en 1992, mais revient à la compétition l'année suivante. En 1993, il devient le deuxième Américain à remporter le Burghley Horse Trials.